# Ледићи
Ледићи су насељено мјесто у Босни и Херцеговини, у општини Трново (Сарајево), које административно припада Федерацији Босне и Херцеговине. Према попису становништва из 1991. у насељу је живјело 36 становника, а сада их има свега неколико.

## Географија
Ледићи су смјештени у сјеверном подножју планине Трескавице и Бјелашнице. Од Трнова су удаљени око 8 километара ваздушне линије у правцу запада, и 30-ак километара јужно од Сарајева.
До села води уски макадамски пут.
Већина кућа је током рата изгорјела или је оштећена гелерима, а само неке од њих су у међувремену обновљене. Како се путеви не чисте од снијега, зими је насеље готово потпуно одсјечено од остатка свијета.
На улазу у Ледиће се налази хидролошки споменик, врело Ледићког потока (Збишће). Кроз село протиче Ледићки поток, са слаповима и воденицама. На Ледићком потоку у подножју Хојте је 1950. године изграђена једна од првих мини-хидроелектрана у БиХ, захваљујући којој су Ледићи добили струју прије много већих села на подручју Општине Трново. Ова мини-хидроелектрана се налазила у функцији до краја шездесетих година 20. вијека. Ледићки поток се улива у Бијелу ријеку, лијеву притоку Жељезнице (десна притока ријеке Босне).
Средња годишња температура за период 1961-1990 је износила 6,6 ºC. Годишња сума падавина износи 1440 мм.

## Историја
Масакр у Ледићима се десио 3. и 4. јуна 1992. године када су припадници Армије Републике БиХ убили 24 српска цивила.
Ледићи након рата нису обновљени, а није било ни организованог повратка његових некадашњих становника. Према мишљењу малобројних повратника, локалне власти нису хтјеле подстицати повратак Срба у овај дио БиХ.

## Становништво
| Националност       | 1991. | 1981. | 1971. | 1961. |
| Срби               | 36    | 49    | 136   | 273   |
| Муслимани          |       | 2     |       |       |
| Хрвати             |       |       |       | 2     |
| остали и непознато |       |       |       |       |
| Укупно             | 36    | 51    | 136   | 275   |

| Демографија | Демографија | Демографија |
| Година      | Становника  | Становника  |
| ----------- | ----------- | ----------- |
| 1961.       | 275         |             |
| 1971.       | 136         |             |
| 1981.       | 51          |             |
| 1991.       | 36          |             |

### Презимена
Српске породице које су живјеле у Ледићима су: Тешановић, Васић, Кењић, Миовчић и Секулић.

## Некрополе
У непосредном окружењу насеља евидентирана су два локалитета са стећцима: Капова селишта (Борија) и Златарић из периода касног средњег вијека. Оба локалитета су 2011. године проглашена националним споменицима..

### Локалитет Капова селишта (Борија)
На локалитету Капова селишта (Борија) у Ледићима налази се историјско подручје — Некропола са 117 стећака.
Стећци припадају врсти положених (сандук и сљемењак) и усправних монолита (крстаче). Оријентисани су у правцу сјевер — југ, док мањи дио њих са незнатним одступањем и у правцу запад — исток. Од укупно 117 споменика украшено је њих 17. Украси су у виду обичних и стилизованих крстова, са биљном стилизацијом, мачевима, сабљама, топузи, луком и стријелом, полумјесецом, урезаним линијама и обичним врпцама, док се на једном стећку налази јединствени мотив трију људских глава.
У Осредцима, у близини кућа је пронађен и каменолом за стећке.
На периферији се незнатно издвајају појединачни гробови са бољом обрадом, величином и украсима, што упућује на социјално раслојавање унутар заједнице.
У сјеверном дијелу некрополе налази се православно гробље на коме су сахрањени становници Ледића, што индицира континуитет живљења на том простору.

### Локалитет Златарић
На локалитету Златарић у Ледићима налази се историјско подручје — Некропола са 73 стећка, која је 2011. године проглашена националним спомеником Босне и Херцеговине.
Стећци припадају врсти положених монолита, који се јављају у двије форме: сандук и сљемењак. Стећци су оријентисани у првцу сјевер — југ, запад — исток, док мањи број у правцу сјеверозапад — југоисток и југозапад — сјевероисток.
Од укупно 73 споменика умјетнички, у високом рељефу су украшена три сандука, обичним и стилизовани крстовима.
Некропола припада широј заједници која је живјела на том простору.

## Споменик културе из НОБ
Кућа Миовчића у Ледићима проглашена је 1974. године спомеником културе, рјешењем о заштити споменика.

## Споменици из Рата у БиХ (1992-1995)
У Ледићима су подигнута два споменика из Рата у Босни и Херцеговини. Налазе се на улазу у село поред макадамског пута, један насупрот другог:
- Споменик шехидима и погинулим борцима Добрињске бригаде Армије БиХ, који су 1997. подигле њихове породице. На споменику величине 120 x 100 cm, подигнутом на месту на коме их је погодила граната, уз датум 8. новембар 1994, десет имена погинулих и њихових година рођења, исписан је пропратни текст[10][11]:

Боже мили и једини, Ти помози да се никад не заборави, да се душману никад не опрости и да се никад више не понови.
- Споменик цивилних жртава рата у Ледићима,[11] на коме су исписана 24 имена жртава Масакра у Ледићима 1992. године. Споменик је подигнут 2012. године, на иницијативу Удружења грађана „Моје огњиште” из Трнова. Величине је 180 cm х 120 cm. Осим имена жртава, њихових година рођења и смрти, на постољу споменика исписан је пропратни текст[10]:

У помен 24 цивила као жртве ратних дешавања из протеклог рата у БиХ— Да се не заборави
Сваке године 3. јуна, код спомен-обиљежја се служи парастос, полаже цвијеће и прислужују се свијеће у помен страдалима у маскару.